# 康布拉泽
康布拉泽（法語：Camboulazet，法語發音：[kɑ̃bulazɛ]）是法国阿韦龙省的一个市镇，属于罗德兹区。

## 地理
康布拉泽（44°13'43"N, 2°26'33"E）面积14.25 平方千米，位于法国奧克西塔尼大區阿韦龙省，该省份为法国南部内陆省份，位于法國中央高原南部，北起顺时针与康塔爾省、洛泽尔省、加尔省、埃罗省、塔恩省、塔恩-加龙省和洛特省接壤。
与康布拉泽接壤的市镇（或旧市镇、城区）包括：康雅克、巴拉克维尔、桑特雷斯、马纳克、坎斯、维欧尔河畔圣朱丽叶。

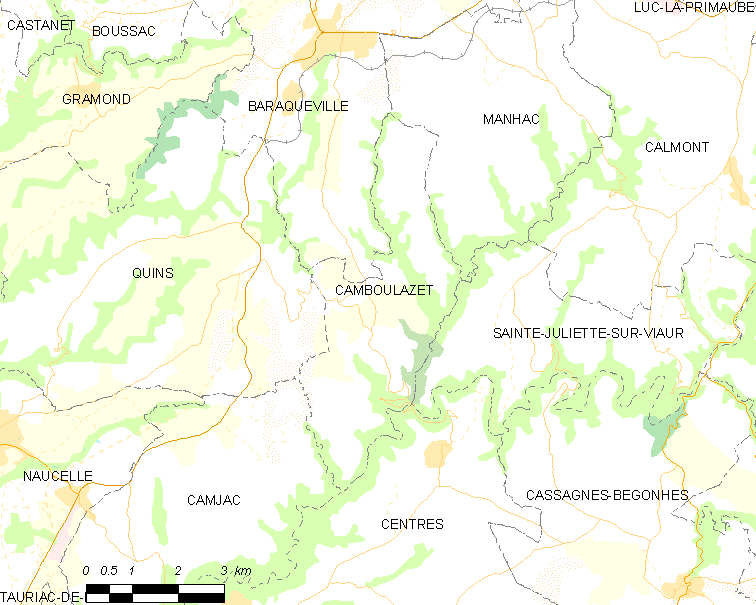
康布拉泽的OSM定位图

康布拉泽的时区为UTC+01:00、UTC+02:00（夏令时）。

## 行政
康布拉泽的邮政编码为12160，INSEE市镇编码为12045。

## 政治
康布拉泽所属的省级选区为塞奥尔-塞加拉县。

## 人口

1962-2008年间康布拉泽人口变化图示

康布拉泽于2022年1月1日时的人口数量为401人。